# Абанське буровугільне родовище

Абанське родовище на карті Кансько-Ачинського басейну

А́банське бурову́гільне родо́вище — родовище бурого вугілля в Красноярському краю, Росія. Входить до Кансько-Ачинського вугільного басейну. Видобуток ведеться ВАТ «Красноярськкрайвугілля» — селище Абан.
Родовище відкрите в 1939 році, експлуатується з 1983 року.
Площа родовища становить 2 тис. км². Розвідані запаси становлять 16,8 млн т. Вугленосна товща розробляється на глибині 26 м. Середній річний видобуток становить 220 тис. т.
Вугілля буре, марки 2БВР (буре, вітринітове, рядове). Використовується для спалювання на великих ТЕЦ, ДРЕС, районних ТЕЦ та для комунально-побутових потреб.